# David Steffen
David Steffen (* 1966) ist ein deutscher Schauspieler.

## Leben
Steffen absolvierte von 1988 bis 1992 eine Schauspielausbildung an der Staatlichen Schauspielschule in Stuttgart. Dort studierte er unter anderem gemeinsam mit Jasmin Tabatabai.
Steffen ist seit Mitte der 1990er Jahre als Schauspieler in Kinofilmen, Fernsehfilmen und Fernsehserien hervorgetreten. Im Kino wurde er häufig in Literaturverfilmungen und Produktionen mit zeitgeschichtlichem Hintergrund eingesetzt. In dem österreichischen Kinofilm Internationale Zone (1994), nach dem gleichnamigen Roman von Milo Dor, verkörperte er die Hauptrolle des ehemaligen Partisanen Paul, der im Wien der Nachkriegszeit seinen alten Freund Sascha wiedertrifft und feststellt, dass dieser in Schwarzmarktgeschäfte verwickelt ist; eine Figur, die Züge des Schriftstellers Paul Celan trägt, mit dem Dor befreundet war. 1995 wirkte er in dem Film Neurosia von Rosa von Praunheim mit. 1999 übernahm er im Film Der Vulkan, einer Verfilmung des gleichnamigen Romans von Klaus Mann, die Rolle von David, ein mit der im Mittelpunkt des Films stehenden Chansonette Marion (gespielt von Nina Hoss) befreundeter Künstler.
Im Fernsehen spielte Steffen häufig in Krimiserien, aber auch regelmäßig in anspruchsvollen Fernsehfilmen und Produktionen mit. 1993 spielte er, gemeinsam mit Tabatabai, in dem Fernsehfilm Dann eben mit Gewalt von Rainer Kaufmann, wo er die Rolle des Hassan übernahm. In dem Fernsehmehrteiler Die Manns – Ein Jahrhundertroman (2001) stellte er den mit Klaus Mann und Erika Mann befreundeten Maler Ricki Hallgarten dar. In dem mehrteiligen Rosa Roth-Krimi Der Tag wird kommen war er als Omar Kurum in die kriminellen Machenschaften einer muslimischen Terrorgruppe verwickelt. 2008 war er, gemeinsam mit Veronica Ferres, in dem mehrteiligen Fernsehfilm Die Patin – Kein Weg zurück als Strohmann des BKA zu sehen.
Steffen wirkte auch in zahlreichen Fernsehserien mit. Er übernahm mehrere durchgehende und wiederkehrende Serienrollen, Episodenhauptrollen und auch Gastrollen. Aufgrund seines Aussehens – Steffen ist palästinensischer Herkunft – wurde er häufig auch für Figuren mit exotischem Hintergrund oder für Charaktere aus dem arabischen Raum oder dem Nahen Osten besetzt. Durchgehende Serienrollen hatte er als attraktiver, homosexueller Barbesitzer Gabriel Weyer in der RTL-Unterhaltungsserie Guten Morgen, Mallorca und als Moshe Rosenkranz, der Liebhaber der weiblichen Serienhauptrolle Lolle, in der ARD-Serie Berlin, Berlin.
Steffen hatte außerdem zahlreiche Episodenrollen in verschiedenen Fernsehserien, unter anderem in Dr. Sommerfeld – Neues vom Bülowbogen (als homosexueller Geschäftsinhaber Tom, der um die Liebe seines Freundes kämpft), Küstenwache, SOKO 5113 (als dubioser Antiquitätenhändler Paul Rudek), SOKO Kitzbühel oder als Rechtsanwalt Simon Werle in Hinter Gittern – Der Frauenknast.
Als Sänger wirkte Steffen 2002 in Tabatabais Debüt-Album Only Love bei dem Duett It all comes back to you. Auch bei Live-Konzerten in Berlin trat er gemeinsam mit Tabatabai auf.
Seit 1999 ist er als Gastdozent an der Filmhochschule Ludwigsburg tätig.

## Filmografie (Auswahl)
- 1993: Dann eben mit Gewalt
- 1994: Internationale Zone
- 1995: Neurosia
- 1996: Guten Morgen, Mallorca (als Gabriel Weyer)
- 1996: SK-Babies
- 1997: Freunde fürs Leben
- 1998: Polizeiruf 110 – Rot ist eine schöne Farbe
- 1999: Dr. Sommerfeld – Neues vom Bülowbogen (Folge: Coming Out)
- 1999: Der Vulkan
- 2000: Küstenwache (Folge: Piraten auf der Ostsee)
- 2001: Ich werde dich auf Händen tragen
- 2001: Die Manns – Ein Jahrhundertroman (als Ricki Hallgarten)
- 2002: Berlin, Berlin (als Moshe Rosenkranz)
- 2005: Mit Herz und Handschellen
- 2005: Hinter Gittern – Der Frauenknast
- 2007: SOKO Kitzbühel
- 2007: SOKO 5113 (Folge: Tödlicher Fund)
- 2007: Rosa Roth – Der Tag wird kommen
- 2008: Donna Leon – Blutige Steine
- 2008: Die Patin – Kein Weg zurück
- 2010: Kommissar LaBréa – Todesträume am Montparnasse
- 2013: Liebe und Tod auf Java
- 2018: Feuertaufe
- 2018: Meer bei Nacht
- 2019: Love and 50 Megatons

## Hörspiele
- 2000: Heiner Grenzland: ''New York City - 48th Floor (Where are you? C'est toi?)'' – Regie: Heiner Grenzland (Hörspiel – DeutschlandRadio Berlin)